# Federação Portuguesa de Futebol
A Federação Portuguesa de Futebol (FPF) MHIH • ComB é o órgão dirigente do futebol em Portugal, que organiza a Seleção Portuguesa de Futebol, a de Futsal e a de Futebol de Praia e está sediada na Cidade do Futebol em Oeiras. Foi fundada em 31 de março de 1914 com o nome União Portuguesa de Futebol (UPF), tendo mais tarde mudado o nome para a atual designação.
A sede da Federação Portuguesa de Futebol, a Cidade do Futebol, foi inaugurada no dia 31 de março de 2016, com um complexo desportivo que funciona como o centro de estágio de todas as Seleções Nacionais de Futebol, de Futsal e de Futebol de Praia. A Casa das Seleções foi crescendo ao longo do tempo e atualmente possui várias infraestruturas de topo no apoio ao trabalho das mesmas.

## História
Fundada a 31 de Março de 1914 pelas três associações regionais então existentes – Lisboa, Portalegre e Porto – a União Portuguesa de Futebol foi a antecessora da atual Federação Portuguesa de Futebol, que ganhou esta denominação no Congresso Extraordinário de 28 de Maio de 1926.
Nos primeiros anos da sua existência, a UPF limitou-se a organizar alguns encontros entre as seleções de Lisboa e do Porto, bem como a apresentar a candidatura de Portugal à FIFA, candidatura essa que foi aceite no XII Congresso da FIFA, organizado em Genebra, em maio de 1923, e a partir do qual Portugal passou a ser um membro efetivo daquele organismo.
Os Estatutos da UPF eram compostos por cinco artigos:
Art.º 1.º – A União Portuguesa de Futebol é uma federação que dirigirá o futebol no território da República Portuguesa.
Art.º 2.º – A sede da União Portuguesa de Futebol será em Lisboa.
Art.º 3.º - A União Portuguesa de Futebol tem por fim:
- Propagar, estimular e regulamentar a prática do futebol em Portugal;
- Promover a formação de associações regionais que se destinem, igualmente, ao progresso e regulamentação do futebol;
- Prevenir as faltas ou abusos que possam cometer-se e, quando se cometam, reprimi-los;
- Instituir competições entre as associações filiadas;
- Proteger os interesses das associações filiadas, dos seus jogadores e dos juízes de campo;
- Organizar o Campeonato de Portugal;
- Fazer cumprir os presentes estatutos e todos os regulamentos da lei desta União.

Art.º 4.º - A União Portuguesa de Futebol adotará os regulamentos do jogo conforme forem sucessivamente promulgados pela direção da Football Association e será exclusivamente filiada na Féderation Internationale de Football Association, com sede em Amesterdão.
Art.º 5.º - A União Portuguesa de Futebol é constituída por:
- Associações regionais;
- Ligas ou núcleos de clubes;
- Sócios de mérito.

Em 1926, a União Portuguesa de Futebol deu lugar à atual Federação Portuguesa de Futebol.
A 9 de abril de 1956 foi feita Comendadora da Ordem de Benemerência e a 5 de julho de 2004 foi feita Membro-Honorário da Ordem do Infante D. Henrique.
Foi anunciado no dia 14 de setembro de 2023 a criação de bolsas de estudo destinadas a jogadoras que disputem a I Divisão feminina de futebol.

## Presidentes da FPF[4]
1. 1914 - 1922 - António Joaquim de Sá e Oliveira
2. 1922 - 1925 - Luís Peixoto Guimarães
3. 1925 - 1927 - Franklin Nunes
4. 1927 - 1928 - João Luís de Moura
5. 1929 - 1929 - Luís Plácido de Sousa
6. 1930 - 1931 - José Salazar Carreira
7. 1931 - 1932 - Abílio Lagoas
8. 1934 - 1934 - Raul Vieira
9. 1934 - 1942 - Cruz Filipe
10. 1943 - 1944 - Augusto César Pires de Lima
11. 1944 - 1946 - Bento Coelho da Rocha
12. 1946 - 1951 - André Navarro
13. 1951 - 1954 - Almiro Maia de Loureiro
14. 1954 - 1957 - Ângelo Ferrari
15. 1957 - 1960 - Almiro Maia de Loureiro
16. 1960 - 1960 - Paulo Sarmento
17. 1960 - 1963 - Francisco Mega
18. 1963 - 1967 - Justino Pinheiro Machado
19. 1967 - 1969 - Francisco Cabral de Moncada do Casal Ribeiro de Carvalho
20. 1970 - 1971 - Matos Correia
21. 1971 - 1972 - Jorge Saraiva
22. 1972 - 1974 - António Martins Canaverde
23. 1974 - 1976 - Jorge Fagundes
24. 1976 - 1976 - António Ribeiro de Magalhães
25. 1976 - 1979 - António Marques
26. 1979 - 1980 - João António Morais da Silva Leitão
27. 1980 - 1981 - António Ribeiro de Magalhães
28. 1981 - 1983 - Romão Martins
29. 1983 - 1989 - Antero da Silva Resende
30. 1989 - 1992 - João Rodrigues
31. 1992 - 1993 - A. Lopes da Silva
32. 1993 - 1996 - Vítor Vasques
33. 1996 - 2011 - Gilberto Parca Madail
34. 2011 - 2025 - Fernando Soares Gomes da Silva
35. 2025 - presente - Pedro Proença

## A Instituição

### Órgãos Sociais
São Órgãos Sociais da Federação Portuguesa de Futebol a Assembleia Geral, o Presidente da FPF, a Direção, o Conselho Fiscal, o Conselho de Justiça, o Conselho de Disciplina e o Conselho de Arbitragem.
Cabe aos Órgãos Sociais prosseguir o objeto da FPF, no âmbito das suas competências, bem como promover a ética desportiva, em particular nos domínios do combate à violência, dopagem e corrupção associadas ao fenómeno desportivo.

#### Assembleia Geral
A Assembleia Geral (AG) da Federação Portuguesa de Futebol delibera sobre todos os assuntos submetidos à sua apreciação que não sejam da competência exclusiva de outros Órgãos Sociais da FPF. Compõe a AG Federativa os Sócios Ordinários do organismo que tutela o Futebol Nacional, podendo ainda nela participar, mas sem direito a voto, os titulares de Órgãos Sociais da FPF e os Sócios Honorários e de Mérito.

#### Direção
A Direção da Federação Portuguesa de Futebol é constituída pelo Presidente da FPF, três Vice-Presidentes – para as áreas administrativa, financeira e desportiva, além de um outro designado pela Liga Portuguesa de Futebol Profissional – e cinco Diretores.

#### Conselho de Justiça
O Conselho de Justiça da Federação Portuguesa de Futebol é constituído por um Presidente, um Vice-Presidente e cinco Vogais, todos licenciados em Direito. Este órgão Federativo reúne sempre que para tal seja convocado pelo seu Presidente e as suas decisões são fundamentadas de facto e de direito.

#### Conselho de Disciplina
O Conselho de Disciplina da Federação Portuguesa de Futebol é constituído por um Presidente, um Vice-Presidente e cinco Vogais, todos licenciados em Direito. O Conselho de Disciplina rege-se pelas normas estatutárias de funcionamento do Conselho de Justiça, com as necessárias adaptações.
Compete ao Conselho de Disciplina apreciar e punir, de acordo com os regulamentos aplicáveis, todas as infrações imputadas a pessoas sujeitas ao poder disciplinar da FPF, sem prejuízo da competência específica da Liga. Este órgão pode ordenar a realização de diligências probatórias complementares.

#### Conselho de Arbitragem
O Conselho de Arbitragem (CA) da Federação Portuguesa de Futebol é dotado de autonomia técnica e constituído por um Presidente, um Vice-Presidente e cinco Vogais. O CA – que é integrado por pessoas com qualificações específicas do setor da arbitragem – administra a arbitragem no âmbito das competições organizadas pela FPF.

#### Conselho Fiscal
O Conselho Fiscal da Federação Portuguesa de Futebol é constituído por um Presidente, um Vice-Presidente e três Vogais, devendo os seus titulares possuir habilitações académicas ou profissionais adequadas. Este órgão reúne trimestralmente e, sempre que necessário, por convocatória do Presidente.

## Seleção Nacional Portuguesa

### História
No dia 18 de dezembro de 1921, a Seleção Portuguesa de futebol defrontou, em Madrid, a sua congénere espanhola. Perdeu por 3-1. O jogo ficaria para a história porque foi a primeira vez que uma representação nacional de futebol entrava em campo com a camisola das quinas. Daí para cá, Portugal já disputou mais de 430 jogos.
A Seleção Portuguesa, que começara por ser, praticamente, um grupo de amigos apaixonados pelo futebol, tornou-se, aos poucos, uma paixão nacional. Ricardo Ornellas, um dos responsáveis pelo seu aparecimento, chamou-lhe um dia a «equipa de todos nós» e ainda hoje é assim que é conhecida e sobretudo sentida pelos portugueses.
Com os olhos postos no futuro, a Seleção Nacional, pode orgulhar-se do seu passado do qual se destacam brilhantes prestações em fases finais de Campeonatos da Europa e do Mundo.

### Palmarés
- 1 Título de Campeão Europeu - 2016
- 1 Título de Campeão Liga das Nações - 2019
- 1 Título de Vice-Campeão Europeu - 2004
- 3.º Lugar no Campeonato do Mundo da FIFA de 1966
- 3º Lugar ex-aequo no Campeonato da Europa de 1984, 2000 e 2012
- 4.º Lugar no Campeonato do Mundo da FIFA de 2006
- 3.º Lugar na Taça das Confederações da FIFA de 2017
- 8 Presenças em Campeonatos do Mundo - 1966, 1986, 2002, 2006, 2010, 2014, 2018 e 2022.
- 8 Presenças em Campeonatos da Europa - 1984, 1996, 2000, 2004, 2008, 2012, 2016 e 2020
- 1 Presença na Taça das Confederações - 2017
- 1 Presença na Liga das Nações - 2019

### Internacionalizações
1. Cristiano Ronaldo - 205 jogos
2. João Moutinho - 146 jogos
3. Pepe - 134 jogos (aposentado)
4. Luís Figo - 127 jogos (aposentado)
5. Nani - 112 jogos[6] (aposentado)
6. Fernando Couto - 110 jogos (aposentado)
7. Rui Patrício - 107 jogos
8. Bruno Alves - 96 jogos (aposentado)
9. Rui Costa - 94 jogos  (aposentado)
10. Ricardo Carvalho - 89 jogos (aposentado)

- Última actualização: 22 de dezembro de 2023